# Hans Joachim Müller (Zoologe)
Hans Joachim Müller (* 11. November 1911 in Leipzig; † 20. Juni 2007 in Großhansdorf) war ein deutscher Zoologe.

## Leben
Müller wurde als einziges Kind des Lehrers Friedrich Wilhelm Müller und dessen Ehefrau Johanna in Leipzig geboren. Der Vater fiel im Ersten Weltkrieg, als Hans Joachim Müller gerade erst vier Jahre alt war. Müller wuchs weiterhin in Leipzig auf und schloss 1931 das Gymnasium ab. Er beobachtete seit seiner Schulzeit Vögel, oft zusammen mit seinem Schulfreund Heinrich Dathe, dem späteren Gründer und Direktor des Tierparks Berlin. Dieses Interesse hielt sich bis ins hohe Alter und bestimmte zunächst seinen Wunsch, bei Erwin Stresemann in Berlin zu studieren. Aus finanziellen Gründen begann Müller allerdings ein Studium der Geologie bei Franz Kossmat in Leipzig. An der Universität Leipzig hörte er auch Chemie bei Burckhardt Helferich, Botanik bei Wilhelm Ruhland und Zoologie bei Johannes Meisenheimer und dessen Nachfolger Paul Buchner. Durch das Studium der Philosophie, Pädagogik und Psychologie wollte er sich ursprünglich für eine Tätigkeit als Gymnasiallehrer qualifizieren. Buchner schaffte es, Müller für seine Forschungen zur Endosymbiose zu begeistern. Müller schrieb schließlich bei ihm eine, zuletzt bis 1939 durch ein Stipendium des Reichsforschungsrats unterstützte Dissertation über Zikaden zum Thema „Die Symbiose der Fulgoroiden“. Von 1939 bis 1941 arbeitete Hans Joachim Müller in Bonn bei Hans Blunck über die Biologie und die Überwinterung des Rapsglanzkäfers. Im Kriege war er auf der Insel Juist stationiert, konnte sich dort aber immer wieder mit Vogelbeobachtungen und mit dem Sammeln von Zikaden beschäftigen. Nach der Entlassung aus der englischen Kriegsgefangenschaft ging er zunächst nach Halle (Saale) und verdiente sein Geld unter anderem mit dem Schreiben populärer Naturbücher. 1948 ging er dann an das neu gegründete Institut für Pflanzenzüchtung nach Quedlinburg. Dort beschäftigte er sich mit Blattläusen, insbesondere mit der Schwarzen Bohnenlaus. Nebenbei bearbeitete er den rund 200 Seiten umfassenden Teil des von Hans Blunck herausgegebenen Handbuchs der Pflanzenkrankheiten über Zikaden, Aleurodiden und Psylliden. Müller durfte in Quedlinburg auch weiter an Zikaden forschen und erste Experimente zur Photoperiodik und Dormanz anstellen. 1949 erhielt er im Kollektiv den Nationalpreis der DDR II. Klasse.
1958 habilitierte sich Müller in Leipzig zum Thema „Die Wirkung exogener Faktoren auf die Saisonformenbildung der Insekten, insbesondere der Gattung Euscelis“ und erhielt die Lehrbefugnis (Venia legendi) für Zoologie und vergleichende Anatomie. 1959 wurde er Mitglied der Deutschen Akademie der Naturforscher Leopoldina und 1965 Ordentliches Mitglied der Deutschen Akademie der Wissenschaften. Im gleichen Jahr nahm Müller auf Wunsch von Manfred Gersch den Ruf auf die neu geschaffene Professur für spezielle Zoologie und Entomologie an der Friedrich-Schiller-Universität Jena an. Seine ersten Mitarbeiter waren Gerhard Schäller und Rudolf Bährmann. Als Alfred Kaestner 1971 unerwartet starb, übernahm er einen großen Teil der Fertigstellung der beiden Insektenbände des Lehrbuchs der speziellen Zoologie. Hans Joachim Müller wurde 1977 emeritiert. Seitdem widmete er sich weiterhin ökologischen Forschungen an Zikaden, nun größtenteils im Alleingang. Im Alter von 81 Jahren veröffentlichte er die Monographie „Dormanz bei Arthropoden“. Müller starb im Alter von 95 Jahren in Großhansdorf bei Hamburg.
Die Deutsche Gesellschaft für allgemeine und angewandte Entomologie ehrte ihn gleich drei Mal: Im Jahre 1959 mit der Verleihung der Escherich-Medaille, 1982 mit der Verleihung der Fabricius-Medaille und 1991 mit einer Ehrenmitgliedschaft in der Gesellschaft.

## Bücher (Auswahl)
- Hans Joachim Müller: Bestimmung wirbelloser Tiere: Bildtafeln für zoologische Bestimmungsübungen und Exkursionen. Gustav-Fischer-Verlag, Stuttgart 1985, ISBN 3-437-20334-7.
- Hans Joachim Müller: Die Vögel unserer Wälder – Kurze Anleitung zum Erkennen einheimischer Waldvögel; Der Kinderbuch Verlag, Berlin 1951, Lizenznr. 304-270/22/53.